# George Montagu, 1. Duke of Montagu

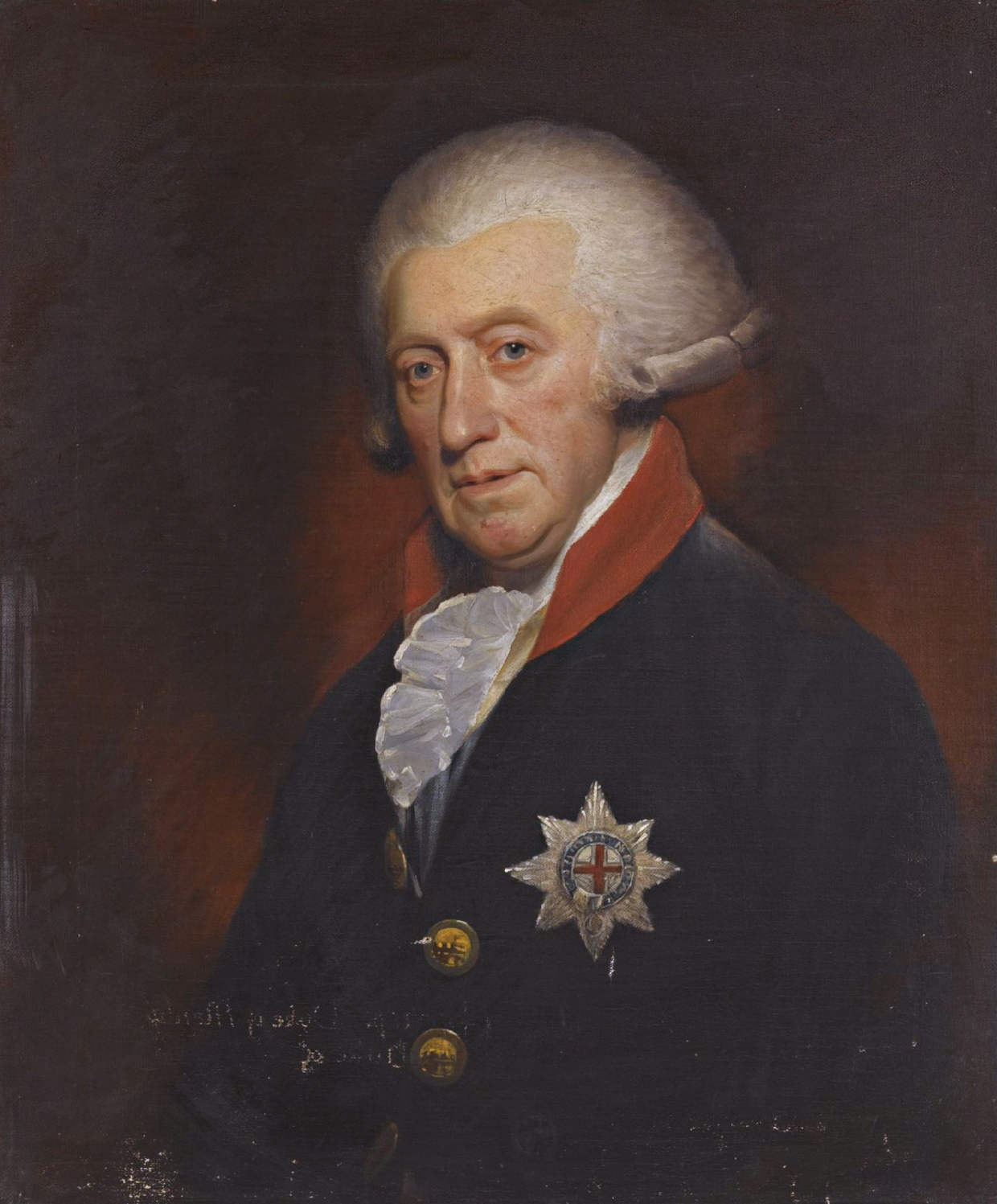
George Montagu, 1. Duke of Montagu

George Montagu, 1. Duke of Montagu KG PC FRS FSA (geb. Brudenell, * 26. Juli 1712 in London; † 23. Mai 1790 ebenda), war ein britischer Peer und Politiker.

## Leben
Er wurde als George Brudenell im Cardigan House in London geboren und war der älteste Sohn des George Brudenell, 3. Earl of Cardigan aus dessen Ehe mit Lady Elizabeth Bruce, Tochter des Thomas Bruce, 3. Earl of Elgin. Als Heir apparent seines Vaters führte er seit Geburt den Höflichkeitstitel Lord Brudenell.
Im Januar 1730 schloss er sein Studium an der Universität Oxford als Master of Arts ab. Beim Tod seines Vaters erbte er am 5. Juli 1732 dessen Adelstitel als 4. Earl of Cardigan, 4. Baron Brudenell, of Stonton in the County of Leicester, und 4. Baronet, of Deene in the County of Northampton. Aufgrund der Peerstitel wurde er Mitglied des House of Lords.
1730 heiratete er in London Lady Mary Montagu (um 1711–1775), Tochter des John Montagu, 2. Duke of Montagu. Nachdem sein Schwiegervater am 5. Juli 1749 gestorben war, änderte George Brudenell als dessen Teilerbe seinen Familiennamen zu „Montagu“ und nahm dessen Wappen an.
Von 1742 bis 1752 hatte er das Richteramt des Chief Justice in Eyre, North of Trent, inne. 1749 wurde er als Fellow in die Royal Society aufgenommen. Von 1752 bis 1790 hatte er das Amt des Constable von Windsor Castle inne. 1752 wurde er als Knight Companion in den Hosenbandorden aufgenommen.
Am 5. November 1766 wurden ihm die Titel Duke of Montagu und Marquess of Monthermer neu verliehen, die beim Tod seines Schwiegervaters erloschen waren. 1776 wurde er ins Privy Council berufen und von 1776 bis 1780 fungierte er als Gouverneur für die minderjährigen Königssöhne George, Prince of Wales und Prince Frederick. Von 1780 bis 1790 hatte er das Hofamt des Master of the Horse inne. 1784 wurde er als Fellow in die Society of Antiquaries aufgenommen.
Aus seiner Ehe mit Lady Mary Montagu hatte er einen Sohn John Montagu, Marquess of Monthermer (1735–1770), der 1762 zum Baron Montagu of Boughton erhoben wurde aber 1770 kinderlos starb, und eine Tochter, Lady Elizabeth Montagu (1743–1827), die 1767 Henry Scott, 3. Duke of Buccleuch, heiratete. Am 21. August 1786 wurde ihm der Titel seines Sohnes neu verliehen, mit dem besonderen Zusatz, dass dieser Titel auch an den zweiten Sohn seiner Tochter, Henry, dessen jüngere Brüder und deren männliche Nachkommen vererbbar sei.
Von 1789 bis 1790 hatte er das Amt des Lord Lieutenant von Huntingdonshire inne.
Er starb 1790 in seinem Haus im Privy Garden des Palace of Whitehall in London und wurde in der Grablege seiner Familie in der St. Edmund-Kirche von Warkton, unweit seines Familiensitzes Boughton House in Northamptonshire begraben. Da er keine direkten männlichen Nachkommen hinterließ, erloschen sein Duke- und sein Marquesstitel bei seinem Tod. Die Baronie Montagu of Boughton fiel an seinen Enkel Henry Montagu-Scott und das Earldom Cardigan und die übrigen Titel erbte sein nächstjüngerer Bruder James Brudenell, 1. Baron Brudenell (of Deene) als 5. Earl.